# Forêt nationale de Chugach
La forêt nationale de Chugach est une forêt fédérale protégée dans le sud central de l'Alaska, aux États-Unis. Elle se situe dans les montagnes qui entourent la baie du Prince-William, incluant l'est de la péninsule de Kenai et le delta de la Copper River. Avec une superficie de 23 000 km2, c'est la seconde (troisième si l'on considère la forêt nationale de Humboldt-Toiyabe comme une seule entité) des forêts nationales américaines et la plus septentrionale.

## Description

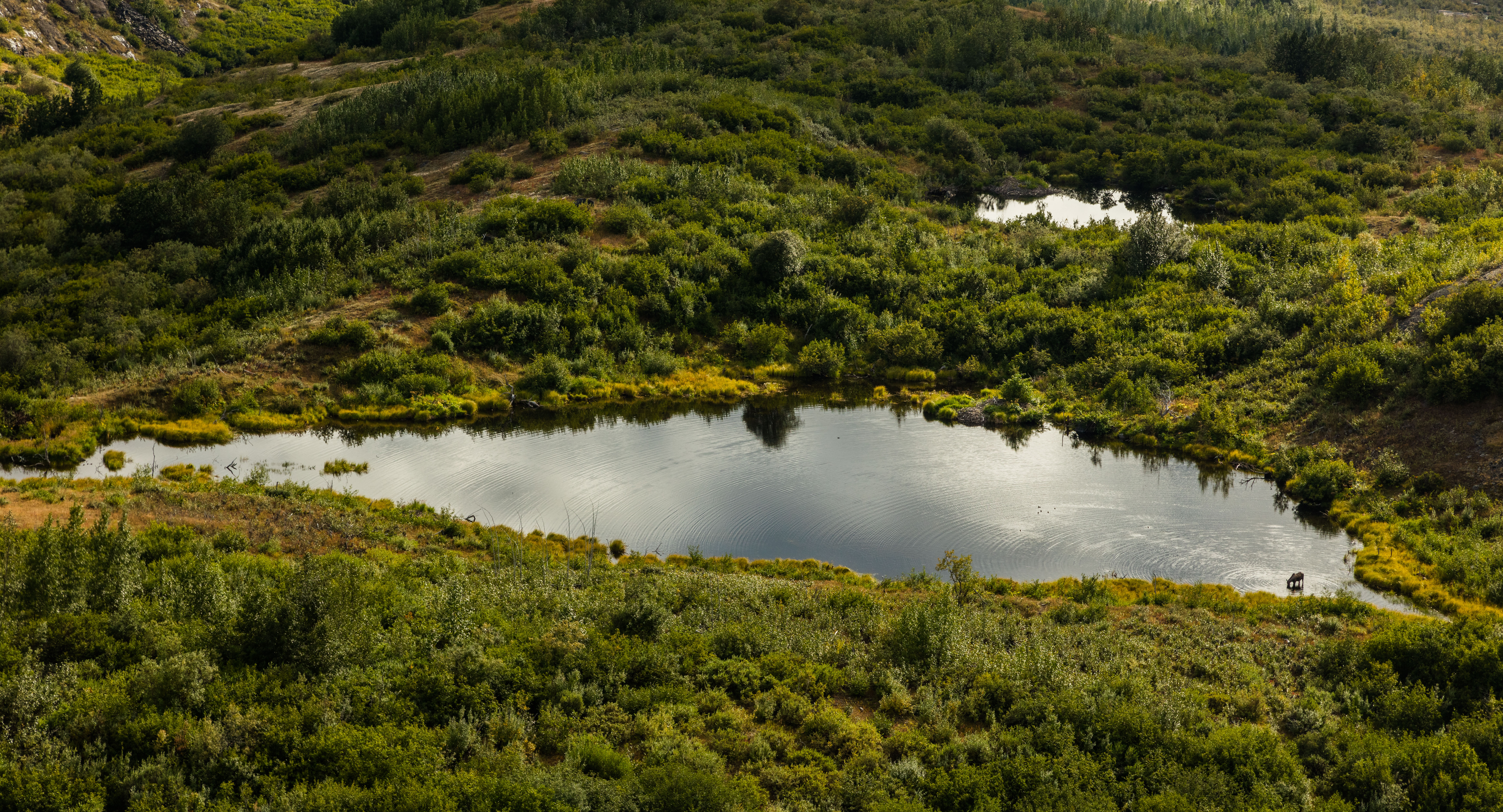
Dans la forêt nationale de Chugach. Aout 2017.

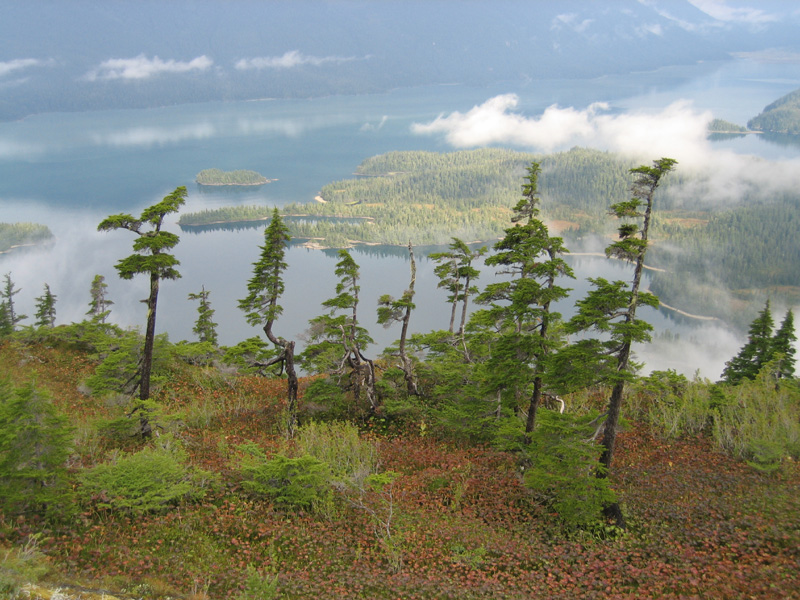
Forêt nationale de Chugach

Désignée forêt nationale en 1907 par le président Theodore Roosevelt, sa superficie était à l'origine de 93 000 km2. Environ un tiers de la superficie de la forêt est en fait des rochers et de la glace.
La forêt de Chugach comprend de vastes rivages, des glaciers, des forêts et des rivières, dont une grande partie n’est pas reliée par les routes ou des sentiers.

## Écologie
La Chugach est une forêt pluviale tempérée de la région des forêts tropicales tempérées du Pacifique. Ici, la forêt n’occupe qu’une bande très étroite entre l’océan et la zone alpine glacée. Les arbres dominants se limitent à l’épinette de Sitka, à la pruche de l’Ouest et à la pruche des montagnes. Cette zone est connue sous le nom de « forêt tropicale subpolaire ».
La partie de la forêt de la péninsule de Kenai abrite plus de 200 colonies d’oiseaux de mer, ainsi qu’entre 3 000 et 5 000 pygargues à tête blanche, soit autant que dans l’ensemble des États-Unis contigus. La partie de la forêt située dans le delta de la rivière Copper est la plus grande partie contiguë du réseau de réserves d’oiseaux de rivage de l’hémisphère occidental et est « considérée comme l’un des habitats d’oiseaux de rivage les plus importants au monde ». Le delta fournit un habitat à plus de 20 millions d’oiseaux chaque année et, pendant l’été, un quart des cygnes trompettes et des bernaches du Canada du monde habitent le delta. Les mammifères comprennent le coyote, le loup des bois, l’élan, le caribou, la martre, le cerf de Sitka, la chèvre des montagnes, l’ours noir et le grizzli. On trouve également des mouflons de Dall ; le Chugach est la seule forêt nationale où ces animaux peuvent être vus. Les baleines à bosse, les otaries et les loutres se trouvent dans les eaux du Chugach.  Les eaux autour de la forêt abritent également les cinq espèces de saumon du Pacifique que l’on trouve en Amérique du Nord : le saumon quinnat, le saumon rouge, le saumon coho, le saumon kéta et le saumon rose.